# Heckler & Koch HK416
O HK416 (inicialmente chamado HKM4) é um fuzil de assalto fabricado pela Heckler & Koch GmbH, projetado para ser uma versão melhorada da carabina M4, a qual era basicamente a única opção dos operadores americanos existentes entre os fuzis M16 e as submetralhadoras HKMP5, com disparo menos potente com munição 9x19mm Parabellum.
O projeto era chamado de HKM4, mas acabou sendo mudado devido a uma ação legal levada a cabo pela Colt Defense. O fuzil foi testado pelo Exército dos Estados Unidos e por algumas unidades das forças armadas de outros países, sendo adotado por algumas delas, destacando-se a Noruega que equipou praticamente toda sua infantaria com o variante HK416N e o JSOC americano, que por sua vez equipou-se em maior parte com o D10.5RS.
O HK416 está disponível apenas para uso por governos e para uso militar, porém já estão disponíveis duas versões semiautomáticas, o HK MR556A1 (calibre 5,56 x 45 mm NATO) e o HK MR762A1 (calibre 7,62 x 51mm NATO), ambas visando o mercado civil norte-americano.

## História
O  HK416 é um fuzil de assalto projetado e fabricado pela Heckler & Koch GmbH. Baseia-se, principalmente na parte externa, na plataforma AR-15, extremamente popular entre militares e até mesmo civis americanos. Originalmente foi concebido como uma melhoria da família M4/M-16, projetada junto de Larry Vickers sob encomenda da SFOD-D (Delta Force), feito com a inclusão de um notável sistema de pistão a gás de curso curto, derivado do fuzil HK G36, também produzido pela Heckler & Koch.
Clientes militares e policiais podem comprar uma nova caixa de mecanismos, amortecedor e sistema de gás, para reformar os AR-15 já existentes, ou comprar novos HK416 completos.
A Delta Force do Exército dos Estados Unidos, a pedido de R & D NCO Larry Vickers, colaborou com a alemã fabricante de armas Heckler & Koch, para desenvolver a nova carabina no início de 1990. Durante o desenvolvimento a Heckler & Koch já com uma larga experiência obtida desde o desenvolvimento do fuzil de assalto Hk G36 para o Bundeswehr e do fuzil HK XM8 (projeto cancelado em 2005) e da modernização das Forças Armadas britânicas com o fuzil SA80, o projeto foi originalmente chamado de HK M4, posteriormente mudado devido a um processo de violação de marca ajuizada pela Colt Defense.
A Delta Force substituiu suas carabinas M-4 pelos HK416 em 2004, depois que os testes revelaram que o sistema operacional do pistão reduz significativamente problemas de funcionamento, aumentando a vida útil das peças. O HK416 foi testado pelos militares dos Estados Unidos e está em uso com unidades policiais e unidades de operações especiais. Além disso o modelo HK416N foi adotado como o padrão das Forças Armadas da Noruega. Uma variante modificada foi submetida a testes pelo USMC como M27 Infantry Automatic Rifle.
Depois que o Corpo de Fuzileiros Navais Operacional realizou uma rodada supervisionada de testes em MCAGCC Twentynine Palms, Fort McCoy e Camp Shelby (para pó, tempo frio e tempo quente, respectivamente).
Em março de 2012, depois da IAR 452, foram implantados 4.748 rifles HK416 em cinco batalhões de infantaria, 1st Light Armored Recon Battalion e 2nd Battalion, 4th Marines, do Camp Pendleton, Califórnia; O 1st Battalin, 3rd Marines, do MCBH; 1st Battalion, 9th Marines, do Camp Lejeune, Carolina do Norte, e 1st Battalion, 25th Marines, de Fort Devens, MA, bem como o SEAL Team Six da Marinha dos EUA, que o usou para matar Osama Bin Laden em 2011.

## Detalhes do projeto
O HK416 utiliza um sistema pistão a gás de curso curto, tendo a Heckler & Koch patenteado essa tecnologia, que deriva do projeto do fuzil HK G36, diminuindo o impacto direto que é normal no sistema de gás em fuzis AR-15.
O sistema de gás HK G36 foi por sua vez deriva parcialmente da AR-18, fuzil de assalto concebido em 1963. O sistema HK utiliza um pistão de curso curto, que conduz uma haste de operação para mover o transportador do ferrolho para trás. Este projeto evita que os gases resultantes da combustão sujem o interior do mecanismo, um inconveniente com sistemas de impulso direto. A redução de calor e incrustação do transportador do ferrolho aumenta a confiabilidade da arma e amplia o intervalo entre as paradas. Ele também reduz o tempo de limpeza e a tensão sobre os componentes críticos da arma. De acordo com a H&K, "... a experiência que Heckler & Koch adquiriram durante o seu programa de melhoria da meia-idade de grandes sucessos para o exército britânico, como o rifle de assalto SA80, foi o que permitiu criar o HK416". 
O HK416 é equipado com um guarda-mão com trilhos Picatinny MIL-STD-1913 em todos os quatro lados (quad-rail). Isso permite que a maioria dos acessórios táticos atuais para armas tipo M4/M16 possam ser acoplados ao HK416.
Os trilhos do guarda-mão podem ser instalados e removidos sem o uso de ferramentas especiais, utilizando o parafuso de ressalto de bloqueio como uma chave de fenda. O guarda-mão é "flutuante" e não entra em contato com o cano, melhorando a precisão.
O HK416 tem uma coronha retrátil ajustável, oferecendo 6 diferentes comprimentos ao puxar. A almofada de ombro pode ser convexa ou côncava e a culatra tem um espaço vazio de armazenamento para acessórios de manutenção, peças de baterias elétricas ou outros pequenos itens do kit.
O gatilho é de 34N (3,365 kgf), o peso do carregador STANAG vazio é de 250 g (8,8 oz). O cano do HK416 é feito de aço cromado forjado a frio com uma vida útil de 20.000 disparos e apresenta 6 raias de 178 mm (7 in) em sentido horário. O processo de forjamento a frio produz um cano mais resistente para uma maior segurança no caso de uma obstrução do cano ou para sessões de tiro prolongados. Modificações para uma capacidade over-the-beach (OTB), tais como furos de drenagem no parafuso transportador e sistema tampão estão disponíveis para que o HK416 possa disparar sem perigo depois de submerso em água.

## Informações adicionais

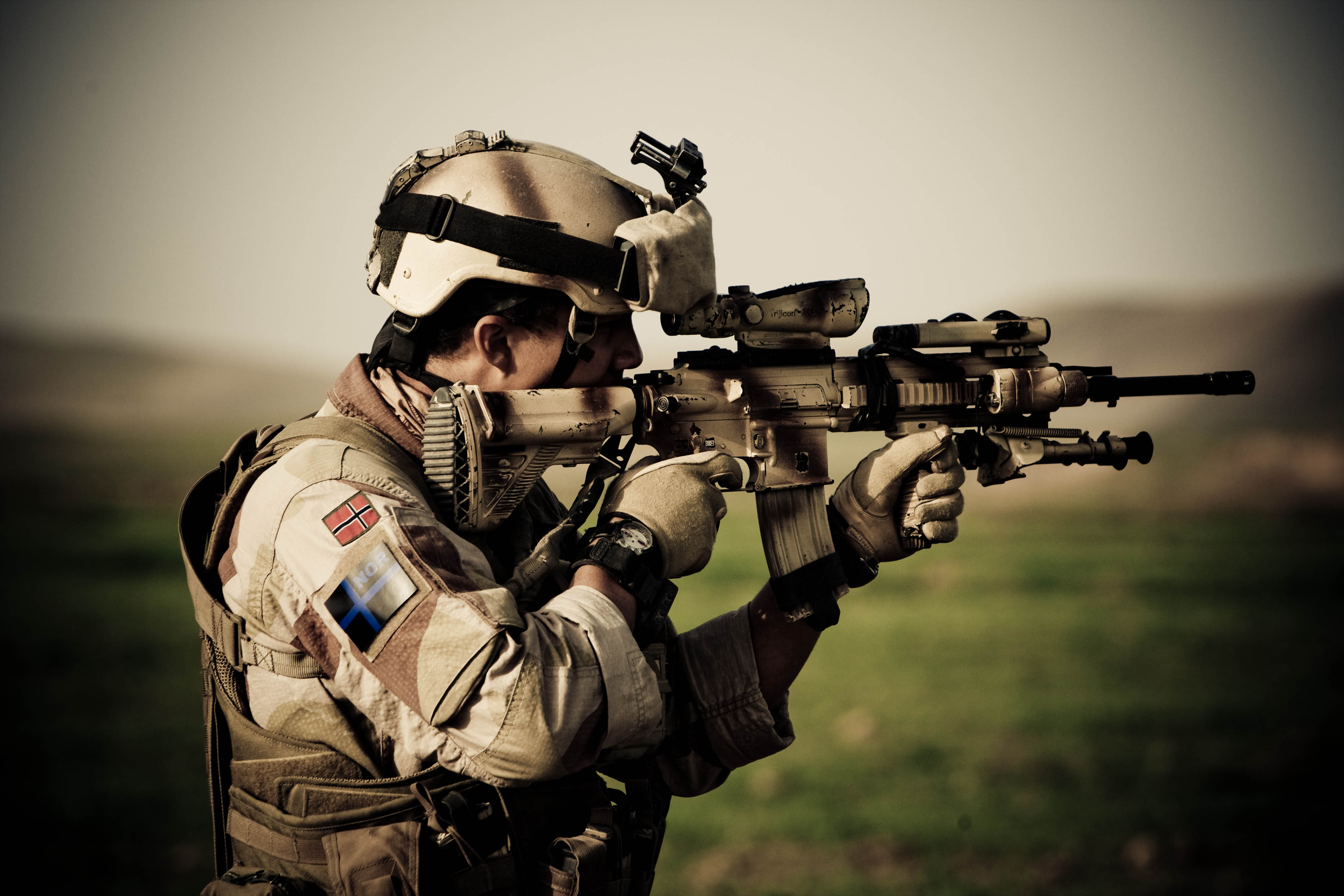
Um soldado norueguês com um HK416.

O HK416 foi uma das armas exibidas para funcionários do exército norte-americano em um evento no Dia da Indústria em 13 de novembro de 2008. O objetivo do Dia da Indústria era revisar a tecnologia da carabina atual antes de escrever requisitos formais para a substituição futura da carabina M4. O HK416 era então uma opção Individual na competição para substituir a carabina em serviço, M4. A arma apresentada foi conhecida como o HK416 A5.
Possui um corpo semelhante ao do Hk G28, designado como rifle de precisão, exceto por ser mais estreito e não ajustável. O rifle apresenta um melhor regulador de gás ajustável sem ferramentas para uso supressor, que pode acomodar canos de comprimentos de até 267 milímetros (10,5 in), sem modificações.
Ele também possui chave seletora de fogo ambidestra redesenhada, um kit de reparo alojado dentro da empunhadura V7, finalizado num tom que parece uma mistura de amarelo mostarda, bronze e FDE (Flat Dark Earth - bege escuro - cor de terra). Em 2013 a Heckler & Koch atualizou o seu projeto básico HK416. Um desenvolvimento evolutivo da HK416 A5 de 2012, que oferece vários recursos adicionais em comparação com os modelos anteriores, o HK416 tornou-se o modelo de aplicação militar padrão.

## HK416 A5
Agora também disponível num tom de bege (FDE - Flat Dark Earth), o variante HK416 A5, sob designação G38 (16.5''), G38K (14.5'') ou G38C (11'') no Bundswehr, apresenta algumas importantes melhorias:
1. Mudança do tamanho do cano menor, de 10.5" para 11";
2. Empunhadura mais ergonômica, com espaço interno para baterias ou kits de reparo;
3. Trilhos picatinny contínuos na parte de cima da caixa de culatra superior e guarda mão, possibilitando o posicionamento de miras reflex, telescópicas, holográficas, visão noturna, infravermelha etc. em qualquer local do trilho, diferentemente das versões anteriores que apresentavam um "ponto morto";
4. Encaixe do carregador redesenhado, permitindo o uso de uma maior variedade de carregadores do tipo AR-15/ M-4/M-16, além dos já compatíveis Magpul EMAGs, HK-Metal, HK-Polymer e STANAG;
5. Versão "Full Size", com cano de 20", agora com guarda-mão estendido e coronha ajustável;
6. Trilhos com marcações para referência do posicionamento de apetrechos;
7. Guarda-mato de inverno, com maior espaço para luvas de frio, que também pode ser facilmente retirado do lugar, deixando o espaço do gatilho totalmente livre;
8. Versão com cano de 11" com massa de mira que se dobra no mesmo nível do guarda-mão;
9. Coronha redesenhada, mais fina e leve.
10. Modelo de alça de mira HK Diopter foi substituído, porém ainda pode ser comprado separadamente.

## Grosso calibre
HK417: Variante em calibre mais grosso (7,62x51mm OTAN), capaz de prover disparos com maior velocidade de saída, capacidade de penetração e poder de parada, ao custo de maior peso e menor quantidade de munição por carregador. 
- HK417 12" 'Assaulter': carabina com cano padrão de 304,8 mm (12 pol);
- HK417 16" 'Recce' ou 'Recon': fuzil com cano de precisão padrão de  406,4 mm (16 pol);
- HK417 20" 'Sniper': fuzil de tamanho completo com cano de precisão padrão de 508,0 mm (20 pol);

A partir de 2013, os modelos HK417 A2 em calibre 7,62×51mm OTAN disponíveis para o mercado militar e de agências de manutenção da lei são:
- HK417 A2 - 13": carabina com cano padrão de 330,2 mm (13 pol);
- HK417 A2 - 16.5": fuzil com cano padrão de 419,1 mm (16.5 pol);
- HK417 A2 - 20":  fuzil de tamanho completo com cano de precisão padrão de 508,0 mm (20 pol);

Canos de precisão proveem precisão de 1 MOA (com munição de alta performance). Um cano pode ser trocado em menos de dois minutos com ferramentas simples. Todos os canos de HK417 são forjados a frio e projetados para funcionar confiavelmente com projéteis de pesos que variam de 9,3g até 11,34g (147gr até 175gr), além de serem rosqueados para permitir o encaixe de apetrechos como quebra-chamas, compensador de boca e supressor de som.
O HK417 A2 é a versão melhorada. O design da caixa de culatra, a interface do cano e a janela de gases são exemplos do que foi otimizado para aumentar a precisão e a confiabilidade.

## Modelo Civil
Variantes civis do HK416 e do HK417 introduzidos em 2007 na Europa eram conhecidos como Hk MR223 e Hk MR308. Ambos são fuzis semiautomáticos com várias características que favorecem seus usos no âmbito do tiro esportivo. Na SHOT Show de 2009, esses armamentos foram introduzidos ao mercado civil americano nomeados respectivamente de Hk MR556 e Hk MR762. Há outro variante do Hk MR556 chamado Hk MR556A1, que é uma versão melhorada de seu antecessor. O Hk MR556A1 permite a anexação da caixa de culatra superior à qualquer caixa de culatra inferior da família M16/M4/AR-15, estando os pinos de desmonte da caixa de culatra na mesma localização padrão. O conceito original do Hk MR556 não permitia isso, devido ao fato dos pinos de desmonte serem localizados num local não-padrão". O Hk MR223 mantém  a localização "não-padrão" dos pinos, não permitindo encaixe da caixa de culatra superior na caixa de culatra inferior de qualquer outro fuzil da família M16/M4/AR-15. A partir de 2012, o grupo de caixa de culatra superior do Hk MR556A1 se encaixa na caixa de culatra inferior de AR-15 sem modificação, e funciona confiavelmente com carregadores STANAG.

## Operadores
| País                      | Organização | Modelo                  | Quantidade | Ano        |
| ------------------------- | --- | ----------------------- | ---------- | ---------- |
| Austrália                 | Special Operations Command da Australian Defence Force | D10.5RS                 |            | 2010       |
| Brasil                    | - NEPOM (Núcleo Especial de Polícia Marítima do Departamento de Polícia Federal do Brasil) - COT (Comando de Operações Táticas da Polícia Federal do Brasil). - GPI (Grupo de Pronta Intervenção da Polícia Federal do Brasil) - BOPE - PMDF - GruMeC (Marinha do Brasil) - 1° BFEsp (1° Batalhão de Forças Especiais) - 1° BAC (1° Batalhão de Ações de Comandos) - Para-SAR(Esquadrão Aeroterrestre de Salvamento EAS)                         |                         |            |            |
| Espanha                   | Forças Especiais da Espanha e a Infantaria de Marinha Espanhola | HK416, HK417            |            | 2018       |
| França                    | Grupamento de Comandos, Grupos de Intervenções da Polícia e Gendarmerie |                         |            |            |
| França                    | Armée de Terre (fuzil de assalto regulamentar substituindo progressivamente o FAMAS) |                         |            |            |
| França                    | Forças Especiais |                         |            |            |
| Alemanha                  | Kommando Spezialkräfte, KSK do Bundeswehr | D10RS and Hk G28        |            |            |
| Alemanha                  | Grenzschutzgruppe 9 der Bundespolizei, GSG-9 da Polícia Federal Alemã |                         |            |            |
| Geórgia                   | Forças Especiais da Geórgia |                         |            |            |
| Indonésia                 | Forças Especiais Kopassus & Denjaka | HK416, HK417            |            |            |
| Indonésia                 | Detachment 88 da Polícia Nacional da Indonésia | HK416                   |            |            |
| Irlanda                   | Army Ranger Wing (ARW) das Forças de Defesa | HK416, HK417            |            | 2010       |
| Irlanda                   | Unidade de Resposta de Emergência (ERU) da Garda Síochána | HK416                   |            | 2010       |
| Itália                    | COMSUBIN (Comando Raggruppamento Subacquei e Incursori Teseo Tesei, COMSUBIN) da Marinha Italiana |                         |            |            |
| Itália                    | 9º Regimento de Assalto Para-quedista |                         |            |            |
| Itália                    | GIS (Gruppo di Intervento Speciale, GIS) do Carabinieri |                         |            |            |
| Japão                     | Grupo de Forças Especiais, Força de Auto-Defesa Terrestre Japonesa | HK416, HK417            |            |            |
| Jordânia                  | Comando de Operações Especiais Conjuntas | HK416                   |            |            |
| Malásia                   | Pasukan Khas Laut, PASKAL, Unidade de Contra-Terrorismo Marítimo da Marinha Real da Malásia | D16.5RS                 | 180        | 2010       |
| Malásia                   | VAT69 | HK416                   |            |            |
| Malásia                   | Comando de Operações Especias Pasukan Gerakan Khas, PGK, Divisões de Conra-Terrorismo da Polícia Real da Malásia | D10RS D14.5RS           |            |            |
| Holanda                   | Korps Commandotroepen do Exército Real Holandês | D10.5RS D14.5RS HK417   |            | 2010       |
| Holanda                   | Unit Interventie Mariniers do Corpo de Fuzileiros Navais da Holanda (Forças de Operações Especiais Marítimas) | D10.5RS D14.5RS HK417   |            | 2010       |
| Holanda                   | Brigade Speciale Beveiligingsopdrachten da Marechaussee Real | D10.5RS D14.5RS HK417   |            | 2010       |
| Noruega                   | Forças Armadas Norueguesas | HK416N                  | 8200       | 2008       |
| Polônia                   | Wojska Specjalne |                         |            | 2008       |
| Polônia                   | Policja | D10.5RS, HK416C         |            | 2006, 2011 |
| Portugal                  | Centro de Tropas de Operações Especiais | HK416A5                 |            | 2013       |
| Portugal                  | Destacamento de Ações Especiais | HK416A5                 |            | 2018       |
| Portugal                  | Força Aérea Portuguesa - Controladores Aéreos | HK416A5                 |            |            |
| Portugal                  | Guarda Nacional Republicana (GIOE) | HK416A5                 |            | 2019       |
| Portugal                  | Polícia Marítima (GAT) | HK416A5                 |            | 2015       |
| Filipinas                 | Force Recon Battalion do Philippine Marine Corps | D10.5RS + AG416 D14.5RS |            | 2010       |
| Sérvia                    | Brigada Especial | HK416                   |            | 2010       |
| Singapura                 | Marinha da República de Singapura, RSN | HK416                   |            | 2013       |
| Singapura                 | Formação de Comandos das Forças Armadas de Singapura | HK416                   |            |            |
| Singapura                 | Força de Operações Especiais | HK416                   |            |            |
| Eslováquia                | 5° Regimento de Forças Especiais |                         |            | 2010       |
| Coréia do Sul             | Frota de Guerra Naval Especial da Marinha da República da Coréia |                         |            |            |
| Turquia                   | Comando de Forças Especiais Departamento Policial de Operações Especiais | HK416A5                 |            |            |
| Reino Unido               | Hampshire Police | HK416C                  |            |            |
| Estados Unidos da América | DEVGRU (United States Naval Special Warfare Development Group) | 10.5RS 14.5RS HK417     |            |            |
| Estados Unidos da América | United States Army's Asymmetric Warfare Group |                         |            |            |
| Estados Unidos da América | NASA Emergency Response Teams |                         |            |            |
| Estados Unidos da América | FBI Hostage Rescue Team | HK416 D10.5RS           |            |            |
| Estados Unidos da América | Los Angeles Police Department Metropolitan Division |                         |            |            |
| Estados Unidos da América | United States Marine Corps | M27 IAR                 | 4476       | 2011       |
| Estados Unidos da América | U.S. Army 1st SFG Detachment Alpha U.S. Army 1st SFG Detachment Delta | 10.5RS                  |            |            |
| Estados Unidos da América | JSOC (Joint Special Operations Command) | 10.5RS 14.5RS HK417     |            |            |
| Estados Unidos da América | U.S. Capitol Police CERT Team U.S. Transportation Security Administration U.S. Department of Energy SRT Unit, Idaho Falls Facility U.S. Marshals Maine State Police SWAT Team Nashville City, Tennessee PD SWAT Team NASA SWAT Team Kennedy Space Center Fairfax County, Virgínia PD SWAT Team Trussville, Alabama PD Thurston County, Washington PD Lake Wales, Florida PD SWAT Team Lexington County, South Carolina Sheriff's Dept. SWAT Team | HK416 and HK417         |            |            |
| Estados Unidos da América | United States Border Patrol | HK416 A5                |            | 2012       |